# George M. Steinbrenner Field
O George M. Steinbrenner Field é um estádio localizado em Tampa, Flórida, Estados Unidos, possui capacidade total para 11.026 pessoas, é a casa do time de beisebol Tampa Tarpons da Florida State League, liga menor de beisebol do nível Classe A Avançada do beisebol. O estádio foi inaugurado em 1996.